# Hyphessobrycon tropis
Hyphessobrycon tropis är en fiskart som beskrevs av Géry, 1963. Hyphessobrycon tropis ingår i släktet Hyphessobrycon och familjen Characidae. Inga underarter finns listade i Catalogue of Life.